# Literał pusty
Literał pusty – literał zapisany zgodnie z zasadami składni określonego języka programowania, reprezentujący w kodzie źródłowym wartość nieokreśloną, wartość pustą, wskazanie puste, nie określającą żadnego adresu.

## Stosowanie
Literał pusty stosowany jest często do kontroli, czy dana zmienna wskaźnikowa ma przypisane wskazanie jakiegoś obiektu, lub do nadawania takiej zmiennej wskazania pustego. W programowaniu obiektowym z semantyką referencyjną (ang. reference semantic) kontrola dotyczy istnienia instancji klasy przypisanej do danej zmiennej obiektowej.

## Języki programowania
W różnych językach funkcję literału pustego pełnią różne jednostki leksykalne (niekoniecznie literały):
| język programowania | zapis   | rodzaj jednostki leksykalnej            |
| ------------------- | ------- | --------------------------------------- |
| C                   | NULL    | stała preprocesora                      |
| C++                 | nullptr | słowo kluczowe                          |
| Clipper, Modula-2   | NIL     | literał                                 |
| Common Lisp         | NIL     | symbol                                  |
| Icon                | &null   | słowo kluczowe                          |
| JavaScript, Nemerle | null    | słowo zastrzeżone                       |
| Pascal              | nil     | słowo kluczowe                          |
| Python              | None    | identyfikator (wbudowana nazwa obiektu) |
| Visual Basic        | Nothing | słowo kluczowe                          |

## Przykład
Przykład zastosowania literału pustego do badania istnienia określonej instancji klasy, w języku Visual Basic:
```
' VISUAL BASIC

Dim
 
Ob
 
As
 
Object

' instrukcje

If
 
Ob
 
Is
 
Nothing
 
Then

  
' instrukcje wykonywane, gdy obiekt

  
' Ob nie został utworzony

Else

  
' instrukcje wykonywane, gdy obiekt

  
' Ob istnieje

End
 
If

```